# Atlantische Hurrikansaison 1919
Die Hurrikansaison 1919 begann offiziell am 1. Juni 1919 und dauerte bis zum 30. November 1919. Diese Daten grenzen für gewöhnlich die Zeitspanne jedes Jahres ab, wenn sich die meisten tropischen Wirbelstürme im atlantischen Bassin bilden.
Die Saison von 1919 war eine unterdurchschnittliche Saison. Es bildeten sich nur drei tropische Wirbelstürme und nur einer wurde zu einem Hurrikan. Der erste Sturm der Saison war ein tropischer Sturm, der in Pensacola (Florida) einschlug und nur 25.000 US-Dollar an Schaden anrichtete. Ein anderer tropischer Sturm streifte Bermuda Mitte November. Der bemerkenswerteste Sturm der Saison jedoch war der Hurrikan Florida Keys. Der Sturm tötete insgesamt 600 Menschen und zog direkt über Key West als Kategorie 4. Die meisten Menschen wurden auf See getötet. Der Sturm zog über den Großteil der Schiffsrouten des Golfs von Mexiko als ein harter Sturm der Kategorie 4, bevor er südlich von Corpus Christi, Texas als Kategorie 1 an Land kam.